# Otolithoides biauritus
Otolithoides biauritus is een straalvinnige vissensoort uit de familie van ombervissen (Sciaenidae). De wetenschappelijke naam van de soort is voor het eerst geldig gepubliceerd in 1849 door Cantor.